# Lallaing
Lallaing település Franciaországban, Nord megyében. Lakosainak száma 6212 fő (2022. január 1.). Lallaing Anhiers, Sin-le-Noble, Dechy, Douai, Flines-lez-Raches, Marchiennes, Montigny-en-Ostrevent és Pecquencourt községekkel határos.

## Népesség
A település népességének változása:
| Lakosok száma | 6313 | 6188 | 6202 | 6231 | 6297 | 6364 | 6311 | 6250 | 6212 |
|               | 2013 | 2015 | 2016 | 2017 | 2018 | 2019 | 2020 | 2021 | 2022 |